# Juan Domingo Bernhardt
Juan Domingo Bernhardt (Rosario del Tala, Argentina, 1 de mayo de 1955-Brazo San Carlos, islas Malvinas, 29 de mayo de 1982) fue un aviador militar argentino que con el grado de teniente de la Fuerza Aérea Argentina falleció en acción de combate durante la guerra de las Malvinas sobre el Atlántico Sur, pilotando un avión IAI Dagger, la versión israelí del Dassault Mirage 5.
Fue ascendido post mortem a primer teniente y condecorado con la Medalla al Valor en Combate. Fue declarado «héroe nacional».

## Guerra de las Malvinas

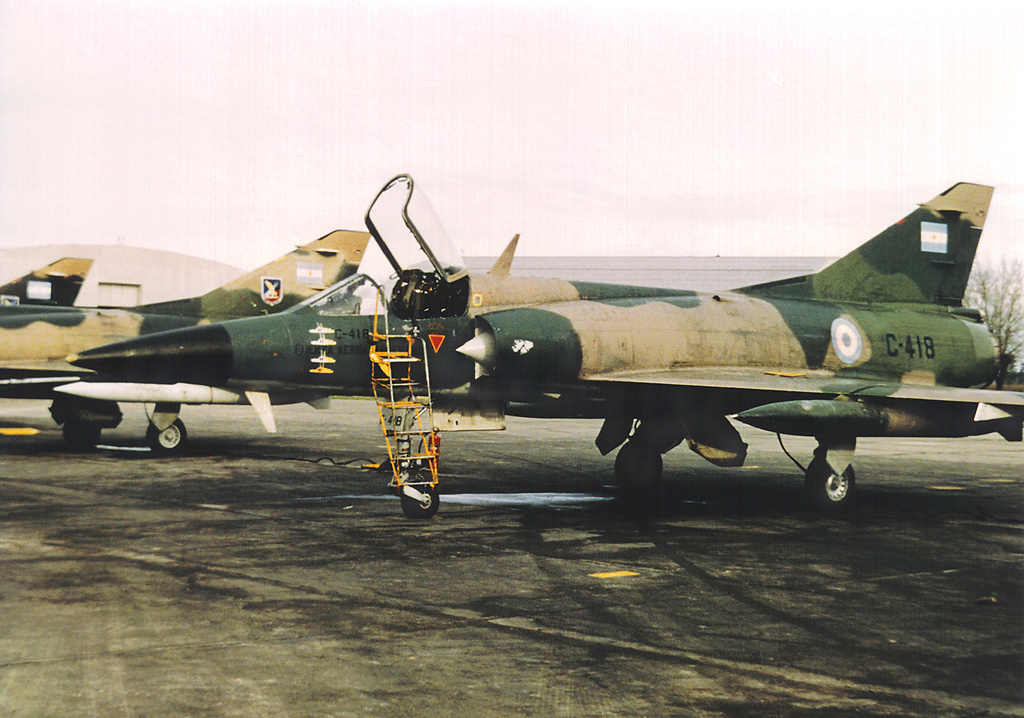
IAI Dagger A

El teniente Bernhardt sirvió en el I Escuadrón Aeromóvil con asiento en la Base Aérea Militar Río Grande. Participó de cuatro misiones de combate teniendo como guía al capitán Horacio Mir González.
El 1 de mayo de 1982 integró la Sección «Ciclón» en el primer día de combate.
El 21 de mayo de 1982, Bernhardt participó de una misión de ataque a buques en la bahía San Carlos. Formó en la Escuadrilla «Cueca», integrada además por el capitán Mir González y el primer teniente Héctor Luna. La formación bombardeó a la fragata HMS Ardent, previamente atacada por un solitario A-4P Skyhawk del Grupo 5 de Caza. La fragata se hundiría a poco tras resistir dos ataques más.
El 24 de mayo integró la Escuadrilla «Azul» junto al capitán Mir González, el capitán Robles y el capitán Maffeis. Atacaron al buque RFA Sir Bedivere.

### Muerte
El 29 de mayo despegó a las 11:30 HOA de la Base Aérea Militar Río Grande. Integraba la Sección «Ñandú» junto al capitán Mir González. Su misión era atacar buques en el brazo San Carlos.
Sobrevolaron la zona sin encontrar buques o defensas. En la salida de la zona del objetivo a las 12:25 horas, un misil superficie-aire Rapier derribó al avión del teniente Bernhardt. El avión se estrelló, muriendo su piloto.

### Legado
El teniente Bernhardt fue ascendido al gradro militar de primer teniente post mortem y fue condecorado con la Medalla La Nación Argentina al Valor en Combate y la Cruz La Nación Argentina al Heroico Valor en Combate. Fue declarado «héroe nacional» por el Congreso de la Nación Argentina, y su cuerpo reposa en el Cementerio de Darwin, el camposanto argentino en las islas.